# 자귀나무속
자귀나무속(Albizia)은 콩과(Fabaceae) 혹은 자귀나무과(Mimosaceae)의 미모사군(Mimosoideae)에 속하며, 지구상에 160 종 이상 존재하는 이 속은 주로 빠르게 자라나는 아열대 및 열대 나무 와 관목으로 이루어져 있다. 이 속은 주로 열대 지방에 분포하며 아시아, 아프리카, 마다가스카르, 미대륙, 호주에 분포하지만 대부분은 구대륙 열대 지방에 분포한다. 어떤 곳에서는 일부 종을 잡초로 간주한다.
이 속명에서 더 이상 쓰이지 않는 철자법(두 개의 'z'가 들어감)은 여전히 일반적이므로 이 식물을 알비지아스(Albizzias)라고 부를 수도 있다. 자귀나무속의 "Albizia" 라는 이름은 18세기 중반에 Albizia julibrissin을 유럽에 소개한 이탈리아 귀족 Filippo degli Albizzi를 기리는 이름에서 유래되었다.
일부 종은 일반적으로 미모사 라고 불리는데, 이는 미모사 속 식물을 가리키는 것이 더 정확하다.
여기 속하는 식물들은 일반적으로 실크식물(silk plant), 자귀나무(silk tree), 시리스(sirises)라고 통칭된다.
목재로 사용되는 동남아산 자귀나무 종은 때때로 동인도호두(East Indian walnut)라고 불린다.

## 설명
이들은 보통 수명이 짧은 소교목이나 관목이지만, 베네수엘라 마라카이 근처의 유명한 사만 델 게레 는 수백 년 된 거대한 알비지아 사만 표본이다. 잎은 깃꼴겹잎 또는 2깃꼴겹잎이다. 작은 꽃이 묶음으로 피고, 수술은 꽃잎 보다 훨씬 길다.
미모사와는 달리 자귀나무속 꽃에는 수술이 10개보다 훨씬 많다.. 또한 수술이 따로 떨어져 있는 것이 아니라 밑부분에서 연결되어 있다는 점에서 다른 큰 관련 속인 아카시아 와 구별할 수 있다.

## 용도
알비지아는 중요한 사료, 목재 및 약용 식물이며 많은 알비지아가 매력적인 꽃을 위해 관상용으로 재배된다. 특히 알비지아 줄리브리신(자귀나무)이 그렇습니다 .
일부 종은 Endoclita 속의 나방 유충의 먹이로 쓰이며, 여기에는 E. damor, E. malabaricus 및 E. sericeus 가 포함된다.

## 품종 참고
- 알비지아(자귀나무 속) 종 목록

## 참고문헌
1. ↑  “Albizia adianthifolia” (영어). Credit to South African National Biodiversity Institute. 2024년 9월 20일. 2025년 5월 5일에 확인함.
2. ↑  Lowry, J.B.; Prinsen, J.H. & Burrows, D.M. (1994): 2.5 Albizia lebbeck – a Promising Forage Tree for Semiarid Regions. In: Gutteridge, Ross C. & Shelton, H. Max (eds.): Forage Tree Legumes in Tropical Agriculture. CAB Intemational. HTML fulltext 보관됨 2007-04-05 - 웨이백 머신 Archived2007-04-05 at the Wayback Machine
3. ↑  “Albizia julibrissin”. RHS. 2020년 2월 27일에 확인함.